# Thomas Fröschl
Thomas Fröschl (Linz, 20 settembre 1988) è un calciatore austriaco, attaccante del St. Pantaleon-Erla.